# Morticia Addams
Morticia A. Addams és el personatge fictici de The Addams Family creada pel dibuixant Charles Addams. És l'esposa de Gomez Addams i mare de Pugsley Addams i Wednesday Addams.

## Personatge
El personatge es va originar en els còmics de Charles Addams per a la revista The New Yorker en els anys 30. En els còmics, cap dels membres de la família tenia noms. Quan els personatges van ser adaptats a la sèrie de televisió The Addams Family (1964). Charles Addams li va donar el nom "Morticia", insinuant a la Mort (derivada de llatí mors mortis, ‘mort’).
El cognom de soltera de Morticia és Frump. Té una germana bessona anomenada Ofelia (interpretada per la mateixa actriu) i la seva mare es diu Hester en la sèrie original. En la pel·lícula i la sèrie de televisió l'àvia Addams és la seva mare, però en totes les altres versions és la seva sogra.
Morticia és el cor i l'ànima de la família Addams. La descriuen com a vampiressa. Té pell pàl·lida i pèl negre pansit i llarg, vestits gòtics color negre per combinar amb el seu cabell. En la versió interpretada per Anjelica Huston fa servir un permanent color labial vermell i té sense cap explicació una llum que només il·lumina els seus ulls. És seductora, encantadora i exòtica, fascina fàcilment al seu marit simplement parlant francès, és elegant, culta, sofisticada i artística amb tendències musicals: canta òpera, balla el tango i toca nombrosos instruments musicals. Morticia gaudeix amb freqüència tallant els brots de les roses, els quals rebutja, guardant solament els plançons, també té una planta carnívora anomenada Cleòpatra a la qual li encanta alimentar.
Morticia va ser interpretada per Carolyn Jones en la sèrie de la TV dels anys 60; i per Anjelica Huston en la pel·lícula de The Addams Familiy i la seva seqüela. Daryl Hannah ho va fer en Addams Family Reunion i per Ellie Harvie.